# Francisco Bellina Bencivini
Francisco Belina Bencivini, bautizado como Francesco Bellina Bencivinni (Castellana Sicula, 25 de abril de 1912-†San Juan de Pasto, 30 de julio de 1986), fue un sacerdote capuchino siciliano y fundador de la Asociación Escolar María Goretti en la ciudad de San Juan de Pasto, más conocido en la región como padre Guillermo de Castellana.

## Vida
Es hijo de Calogera Bencivinni y Juan Bellina, ingresó con apenas 15 años al Seminario Seráfico San Miguel de los padres capuchinos en Caltanisetta, Italia.
En enero de 1951, el padre llegó en la ciudad de San Juan de Pasto. El 5 de mayo de 1952, fundó la Asociación Escolar María Goretti en San Juan de Pasto, institución de la cual surgieron, durante las décadas siguientes, la Institución Educativa Municipal María Goretti, la Institución Universitaria CESMAG, la Institución San Francisco de Asís (ISFA) y la Unidad de Salud María Goretti (IPS[?]).

Después de su muerte en la ciudad de Pasto, Nariño, se logran rescatar elementos personales del Padre Guillermo de Castellana, y se logra una construcción de un museo denominado "recinto del Padre Guillermo" ubicado dentro de las instalaciones de la Institución educativa Municipal Maria Goretti. 
en uno de los traslados de este museo, se transfieren varios elementos hacia el Monasterio del parque Santiago de pasto, en donde se encuentra sepultado su cuerpo, y otros recuerdos como fotografías, historia de su recorridos, tesis, prendas personales, primeros uniformes y manuscritos en italiano se encuentran aun cuidados y exhibidos en esta institución, donde las egresadas de dicha institución están a cargo de estos elementos en donde día a día se revive y comparte la historia de la magnífica obra construida por el Fray.

## Obra
- Filosofía personalizante y humanizadora del Centro de Educación Media Diversificada y Estudios Superiores María Goretti. Trabajo de Investigación.
- Las bases gilosóficas del comunismo en el pensamiento del mayor crítico. Trabajo de investigación.
- Un desconocido en el club.
- Las más bellas leyendas cristianas.
- Hora santa para niños.

Otros escritos abarcan: panegíricos sagrados, homilías, discursos, orientaciones, exhortaciones, mensajes espirituales y educativos.
BIOGRAFIA DE EL PADRE GUILLERMO DE CASTELLANA
De origen italiano . Nació en Castellana , Sicúla , el 25 de abril de 1912 en el hogar cristiano formado or don Juan Bellina y doña Calogela Bencivinni .Realizó sus estudios primarios en la escuela pública de Castellana . Pero siendo un adolescente , ingresa a la Orden de Frailes menores Capuchinos en el seminario de San Miguel de Caltanicceta , donde realizó sus estudios secundarios .Más tarde en el colegio Internazionale per le Missioni All'estero de Palermo , le confirió título en Teología , filosofía y derecho Canónico . el 25 de julio de 1929 hizo su s primeros votos ; el 30 de abril de 1933 , profeso solemnemente para servir a Dios y al Seráfico Padre San Francisco .
En 1937 , un 29 de junio recibe la ordenación sacerdotal . Su vida como religioso y sacerdote se caracterizó por su fiel observancia de la disciplina , de los deberes de la comunidad , por su gran espíritu de oración y de trabajo , la cual obtuvo la máxima calificación.
Participa además en tres congresos internacionales de filosofía así:
- 1º En Roma Italia 1944
- 2º En Mendoza Argentina 1947; donde hace su disertación  El Comunismo científico destruye la personalidad
- 3º En Barcelona España 1949;habla de  La metafísica en el Comunismo

En estos tiempos desempeña el cargo de director de estudios de Filosofía y Sociología en Salemi y luego en Palermo. Además , su sensibilidad y celo apostólico , lo habían llevado a organizar en Salemi , un oratorio con el fin de educar y orientar a muchas niñas .Pero trasladado a Palermo continua su obra en un barrio muy pobre llamado Danisini.
Allí fue un apóstol y padre con niñas de escasos recursos a quienes asistía espiritualmente con sus conferencias sobre religión , moral, cultura y materialmente , brindándoles alimentación en un restaurante.
Es memorable el entusiasmo con que prepara a ese grupo de niñas de su oratorio y vestidas de las mejores galas , las lleva hasta Roma, a presenciar la canonización de Santa María Goretti , en junio de 1950. Santa de su predilección , escogida como patrona de su obra , pues era el modelo como niña casta , pura y heroica , para toda joven.
Participa en varios congresos de filosofía a nivel internacional y se desempeñó como catedrático en esta disciplina.
Su sensibilidad y predilección por la niñez y juventud desprotegidas lo llevaron a emprender obras sociales. En su afan de exaltar y llevar los mensajes de la vida cristiana , escribió algunos folletos :
 Angelicamente Pura, Una flor ensangrentada , Las más bellas leyendas cristianas  , Un desconocido en el club  y dirigió la coleccio Lucha y conquista.
Precisamente cuando su obra en Italia empezaba a fructificar el Padre General de la Orden decide enviar algunos frailes a Colombia , para la realización de obras sociales . Habla entonces con el Provincial de Palermo , quien como conocedor del espíritu altruista y emprendedor del Padre Guillermo , le ordena viajar a estas tierras .
Con mucha nostalgia y solo haciendo honor a sus votos de obediencia , en 1951 sale de Italia acompañado por varios religiosos, entre ellos los padres Cosme Randazzo y Vicente Davani . Llega a Pasto y Putumayo , pero al fin los superiores le asignan como sitio para sus labores , la ciudad capital del departamento.
Emprende entonces su obra de educación y evangelización , primero con un ciclo de conferencias a las maestras de escuela.
Después vendría la asociación escolar María Goretti , dedicada a la asistencia social de todas las alumnas de las escuelas, cuyo lema era Educar , ayudar y elevar el nivel de vida de la niñez y la juventud femenina, para que más tarde cumplan a cabalidad con su misión de madres y educadoras de la humanidad.
Las exigencias para su objetivo eran cada vez mayores y encontrando apoyo de personas buenas en 1954 , funda el taller María Goretti, donde las alumnas de la asociación continúan capacitándose en oficios propios de la mujer.
Mientras tanto, con muchos sacrificios logra los auxilios económicos , nacionales y extranjeros , para la construcción en 1958 del moderno edificio en pleno centro de la ciudad , donde siguió avanzando en sus planes educativos y brindando varias modalidades de estudios secundarios a una inmensa cantidad de jovencitas.
Pero su afan se servir no cesa y cada vez perfecciona más su obra con la creación de nuevos servicios y adquisiciones . Así, en 1980, inaugura otro gran edificio para el funcionamiento de las carreras tecnológicas , desde luego, que esta obra crece , ahora si con apoyo de muchas personas , entidades nacionales, regionales e internacionales tales como alcaldía de Pasto y gobernación de Nariño, secretaria de educación , ministerio de educación nacional . Algunos senadores, representantes y diputados , caja agraria . Cebemo , de Olanda , Miva de Suisa y acción cuaresmal de Católicos Suisos, Lucerna , Asociación  Brucke de Bruderhilfe y Begeca de Alemania : Panam , Caritas , sendas , el instituto colombiano de cultura del banco de la república y muchas otras personas bondadosas que lo apoyan con el trabajo y recursos económicos.
Entre ellos el doctor Carlod Albornos gobernador del departamento de Nariño en 1958 y el doctor Gerardo Navarrete; alcalde ;señorita Beatriz Basante Paredes, etc.

## Honores
Sus méritos lo hicieron acreedor a varias distinciones y condecoraciones :
- Premio Alejandro Ángel Escobar, a su obra benéfica.
- Medalla Camilo Torres, la más alta distinción otorgada por el gobierno nacional
- Medalla al Mérito ciudad de Pasto
- Orden de la Gran Cruz
- Medalla Sebastián de Belalcázar
- El ejecutivo del año, en 1982
- Reconocimiento de la Santa Sede con la insignia Pro Ecclesia et Pontifice
- Trofeo al impulsor social
- Medalla de gratitud por las juntas de padres de familia
- Reconocimiento de la unidad de educación física
- Reconocimiento de la Sociedad Colombiana de Topógrafos declarándolo miembro honorario
- Reconocimiento de la secretaria de educación en sus bodas de oro de vida religiosa
- Medalla Once años Universidad de topografía
- Reconocimiento y exaltación de su obra por el gobernador Carlos Albornoz

## Citas
Es una regla de profunda pedagogía enseñar a los alumnos a que no se queden nunca en la duda cuando es posible darle una respuesta y que la ignorancia es el máximo flagelo y la máxima degradación del hombre; que investigar es fuente de progreso y alegría y que el dominio del mundo, responsabilidad dada por Dios al hombre, no es sólo física, sino y mucho más, científica.